# Panorpa setifera
Panorpa setifera is een insect uit de orde van de schorpioenvliegen (Mecoptera), familie van de schorpioenvliegen (Panorpidae). De wetenschappelijke naam van de soort is voor het eerst geldig gepubliceerd door Webb in 1974.
De soort komt voor in de Verenigde Staten.